# Vikariat
Vikariat är en tidsbegränsad anställning för att ersätta en annan persons frånvaro, vid till exempel semester eller föräldraledighet. Tidsbegränsade anställningsformer regleras precis som tillsvidareanställningar genom Lagen om anställningsskydd, men genom kollektivavtal kan andra regler för tidsbegränsade anställningar förhandlas fram. Om man som anställd haft ett vikariat i mer än två år under en femårsperiod övergår denna visstidsanställning automatiskt i en tillsvidareanställning. Vikariat har ofta ingen uppsägningstid.